# Krásná Saskia
Krásná Saskia (v německém originále Die schöne Saskia) je opereta ve třech dějstvích českého skladatele Oskara Nedbala, jejíž libreto napsali vídeňští libretisté Alfred Maria Willner (1859–1929) a Heinz Reichert (1877–1940). Premiéru měla 16. listopadu 1917 ve vídeňském divadle Carltheater, v českých zemích ji poprvé uvedla Východočeská divadelní společnost 12. července 1918 v divadle v Českých Budějovicích.

## Vznik operety, její inscenace, hudba
Krásnou Saskii Nedbal zkomponoval v posledních letech svého pobytu ve Vídni, ke konci první světové války. Text mu dodali velmi osvědčení libretisté – Alfred Maria Willner a Heinz Reichert napsali řadu úspěšných operet například pro Franze Lehára nebo Leo Falla. Není však příliš povedené, sleduje veškeré dobové konvence vídeňské operety, přitom mu však chybí především přirozená komika. Nizozemsko-švýcarské prostředí bylo voleno záměrně (obě země byly ve válce neutrální), ani ono, ani šablonovitá zápletka však Nedbala příliš neinspirovaly. Byla psána pro Carltheater, který o pět let dříve premiéroval Nedbalovu nejslavnější operetu, Polskou krev.
Krásná Saskia byla při premiéře značně úspěšná (do roku 1921 celkem německojayčných 95 představení), nadšení však brzy vyprchalo, kvůli slabému libretu i kvůli nepříznivé společenské a politické situaci. Česky ji uvedla nejprve Východočeská divadelní společnost Bedřicha Jeřábka střídající působiště, premiéra proběhla patrně v Českých Budějovicích. Hrála se znovu až roku 1924 v plzeňském divadle a pak jen zřídka. Do Bratislavy ji 6. února 1919 přivezla v maďarské podobě A szép Saskia společnost Károlyho Polgára. Malou renesanci získala až v překladu a textovém přepracování od Jaroslava Janovského: uvedlo ji Divadlo na Fidlovačce roku 1956, o rok později opereta Státního divadla Ostrava a roku 1965 v překladu Karla Melichara Skoumala Krušnohorské divadlo Teplice.
Krásná Saskia je nejvíce z Nedbalových operet postavena na typických vídeňských valčících, které se také staly nejpopulárnějšími čísly. Hudebně zdařilejší je například pochod umělců z 1. jednání, Jako u všech operet Nedbala charakterizuje náladová, místy vynalézavá a v každém případě řemeslně dokonalá instrumentace.
Klavírní výtah operety vyšel roku 1917 ve vídeňském nakladatelství Eibenschütz a Berté.

## Osoby a první obsazení
| osoba                     | hlasový obor     | premiéra (16.11.1917)                                                             |
| ------------------------- | ---------------- | --------------------------------------------------------------------------------- |
| Adrian van Rudder, malíř  | tenor            | Louis Treumann                                                                    |
| Saskia, jeho modelka      | soprán           | Rosy Werginz                                                                      |
| Kníže Polycarp Borotinski | baryton (buffo)  | Rudolf Waldemar                                                                   |
| Tommy Dix                 | tenor buffo      | Franz Felix                                                                       |
| Jessy, jeho přítelkyně    | soprán (subreta) | Mizzi Egerth                                                                      |
| Nägeli                    | ...              | Eugen Günther                                                                     |
| Malíř a impresário        | ...              | Ernst Rollé                                                                       |
| další role                | ...              | dámy Dierkes a Schich, pánové Kumpa, Bartl, Kraus, Czermak, Waler, Hartl, Skoumal |
| Dirigent: Josef Holzer    |                  |                                                                                   |
| Režie: Louis Treumann     |                  |                                                                                   |

## Děj operety

### 1. dějství
Bohémský večírek v Rotterdamu. Holandský malíř Adrian van Rudder slaví úspěch se svým nejnovějším obrazem, portrétem nazvaným „Vdova“. Modelem mu k němu stála jmenovkyně Rembrandtovy múzy, krásná Saskia, která se přitom do malíře zamilovala. I on ve sličné dívce našel zalíbení, ale nyní se chce věnovat především svému uměleckému poslání. I když na něj Saskia naléhá a připomíná mu krásné společně strávené chvíle, Adrian se rozhoduje odejít hledat slávu v cizině, byť to znamená opustit Saskii. Ta jej zklamaně nechá jít a sama využívá příležitosti, která se jí nabízí. Řediteli varieté se totiž zalíbil její hlas, který ve spojení s tváří a postavou slibuje úspěch, zvláště využije-li se propagační slogan „svobodná vdova“. Saskii zláká představa slávy a kariéry stejně jako Adriana.

### 2. dějství
Vedle uměleckých úspěchů přinesla Saskii její kariéra především řadu mohovitých ctitelů. Operetní diva se na veřejnosti vydává za vdovu. Stále má u sebe Adrianovu fotografii, o níž však tvrdí, že zobrazuje jejího tragicky zesnulého manžela, tropického badatele Zamarelliho. Nyní se v luxusním curyšském hotelu chystá k zásnubám se svým nejbohatším a nejnáruživějším (nikoli však nejchytřejším) obdivovatelem, knížetem Polycarpem. Mezi hosty se však nepozorovaně vmísil i vrátivší se Adrian. Dozví se o historce, kterou Saskia vypráví, a když jsou zásnuby v nejlepším, dá se ohlásit jako badatel Zamarelli, kterému se v tropech podařilo o vlásek uniknout smrti. I kníže Polycarp galantně ustoupí tomu, koho všichni považují za Saskiina zákonitého manžela, a nechají oba hrdiny o samotě. Adrian své dávné lásce nabízí, aby své zdánlivé manželství proměnili ve skutečné, ale ta ho odmítá týmiž slovy, se kterými se s ní kdysi rozešel on.

### 3. dějství
Saskia si uvědomuje, že její odmítnutí Adriana bylo neupřímné, vedené touhou po odplatě, a že ho stále miluje. Ani Adrian se nenechal prvním neúspěchem zviklat, a tak netrvá dlouho a oba milenci se usmíří. Jejich společnému životu již nestojí v cestě žádné překážky – což platí i o druhém, veselejším páru, Jessy a Tommym, který celý příběh doprovázel.

## Pořadí hudebních čísel
- 1. dějství, č. 1. (Introdukce): Schön ist diese Malerei... Und wißt Ihr, wer das Bild gemalt? (Adrian, Stevens, sbor)
- 1. dějství, č. 2. (Píseň se sborem): Wenn man Karriere machen will... Nur der erreicht was auf der Welt (Adrian, sbor malířů)
- 1. dějství, č. 3. (Duet): Tommy schau, ich wünsch´ dir eine kleine Frau... Herrgott! So was, das hätt´ ich gern! (Jessy, Tommy)
- 1. dějství, č. 4. (Pochod umělců): Wer Pinsel und Palette hat... Frei ist allein nur die Künstlerschar (Saskia, sbor)
- 1. dějství, č. 5. (Píseň mladé vdovy): Ich bin so jung und so allein... So Einer, den man lieben könnt´ (Saskia)
- 1. dějství, č. 6. (Duet): Hast du die Stunden ganz vergessen... Einmal nur erblüht, einmal nur erglüht (Saskia, Adrian)
- 1. dějství č. 7. (Finále I.): Und wenn auch die Welt ganz vernagelt wär´ (Saskia, Peter, Gerrit, van Meiren, Harvenshoot, sbor)
- 2. dějství č. 8. (Sbor a melodram): Zeige dich, zeig´ dich, du Süße (sbor)
- 2. dějství č. 9. (Polycarpova píseň): Das leicht erregbare Gemüt... Ein Mädel muß voll Rasse sein (Polycarp, baronka Kitty a pět dalších dam)
- 2. dějství č. 10. (Tercet): Äußerst schwierig ist der Fall... Ich bin schön - auswendig (Saskia, Tommy, Polycarp)
- 2. dějství č. 11. (Duet): Mein Herr, wir sprechen da von Dingen... Glück kommt über Nacht (Saskia, Adrian)
- 2. dějství č. 12. (Duet): Zum Ehemann gehört Talent... Ja die Lieb´, ja die Lieb´ macht im Kopf die Menschen trüb (Jessy, Tommy)
- 2. dějství č. 13. (Finále II.): Nein, das ist wirklich nett von Ihnen (Saskia, Jessy, Adrian, Tommy, Polycarp, sbor)
- 3. dějství č. 14. (Valčíkový melodram)
- 3. dějství č. 15. (Duet): Ich lebte immer der Natur... Ich hab´ so lang schon nicht geküßt (Saskia, Adrian)
- 3. dějství č. 16. (Duet-reminiscence): Wirst du ein braver Eh´mann sein... Ja die Lieb´, ja die Lieb´ (Jessy, Tommy)

## Nahrávky
V archivu českého rozhlasu se vedle některých jednotlivých hudebních čísel nachází rovněž nevydaná celková nahrávka Krásné Saskie z roku 1984. Zpívají a hrají Zpívá: (Saskia) Jiřina Marková, (Adrian Ruddier, malíř) Zdeněk Matouš, (Petr Brissac, Ruddierův přítel) Karel Gult, (Tommy Dix) Vratislav Kadlec, (Jessie, nevlastní sestřenice Tommy Dixe) Radka Kuchařová, (kníže Hyppolit Boroczinski) Jiří Koutný, (Harvenshoot, ředitel divadla) Jan Sedliský, (Gerrit) Libor Žídek, (Goes) Miro Grisa, (Stevens) Josef Oplt, (Antje, přítelkyně Saskii) Hana Talpová, (markýz de Marignac) Václav Eremiáš, (sluha) Miloš Zavřel, (novinář) Zdeněk Švinger. Pěvecký sbor Čs. rozhlasu v Praze a Činoherní sbor řídí Milan Malý, Operetní studiový orchestr řídí Miroslav Homolka.
Na CD (Radioservis, 2013, spolu s operetou Polská krev) byla vydána nahrávka Československého rozhlasu z roku 1954 provázející obsahem Krásné Saskie a obsahující osm hudebních čísel. Zpívají (Saskia) Magda Špaková, (Adrian) Jára Pospíšil, (Tommy) Zdeněk Jankovský, (Jessy) Vlasta Mlejnková, (Polycarp) Jan Soumar, vypráví Ludmila Stambolieva. Symfonický orchestr hlavního města Prahy FOK řídí Vlastislav Antonín Viplar.